# De tre musketerer
De tre musketerer (fransk: Les Trois Mousquetaires) er en roman af Alexandre Dumas, d. æ.
Romanen udkom som føljeton i tidsskriftet Århundredet (fr.: Le Siècle) fra 14. marts til 14. juli 1844. Bogen blev udgivet samme år på forlaget Baudry som den første i en trilogi, der også omfatter Tyve år efter (fr.: Vingt ans après) fra 1845 og Musketerernes sidste bedrifter (fr.: Le Vicomte de Bragelone) fra 1850. Hele trilogien spænder over tidsrummet fra Anna af Østrig til Louis XIV's første regeringsår.
Romanen bygger på mémoires de M. D'Artagnan af Gatien de Courtilz de Sandras, som udkom fra 1700 til 1701.
De tre titelpersoner er Athos, Porthos og Aramis. Athos beskrives som en mand, der elsker vin og er meget følelsesladet. Porthos er den vilde, der i slåskampene altid gerne vil slås mod to på én gang. Aramis er den fredsommelige, der tilhører Kirken og det åndelige liv. De tre har det kendte motto: "En for alle og alle for en". D'Artagnan bliver optaget i de tres forbund.
Historien om D'Artagnan fortsættes i Tyve år efter og Musketerernes sidste bedrifter.

## Bogens personer
Efter optræden i romanen.
- D'Artagnan
- Rochefort
- Lady de Winther (Mylady)
- Hr. de Tréville
- Athos (comte de la Fère)
- Porthos (du Vallon) (senere Baron du Vallon de Bracieux de Pierrefonds)
- Aramis (Chevalier d'Herblay)
- Madame Bonacieux

## Filmatiseringer
De tre musketerer er blevet filmatiseret mange gange; herunder ved:
- The Three Musketeers, en amerikansk stumfilm fra 1916.
- De tre Musketerer, en fransk stumfilm fra 1921
- De tre Musketerer, en amerikansk stumfilm fra 1921
- I 1933 blev den første talefilm indspillet med John Wayne i rollen som d'Artagnan.
- I 1948 instruerede George Sidney en filmatisering med titlen De tre musketerer med Gene Kelly i rollen som d'Artagnan.
- I 1973-1974 instruerede Richard Lester to sammenhængende filmatiseringer med Michael York i rollen som d'Artagnan; der kom en 3'er i 1989 og en 4'er i 2004.
- I 1993 producerede Disney De tre musketerer med Charlie Sheen, Kiefer Sutherland og Tim Curry i hovedrollerne.
- I 1998 kom Manden med jernmasken hvor de tre musketerer også er med.
- I 2004 producerede Disney en tegnefilmsversion med Fedtmule, Mickey Mouse og Anders And i hovedrollerne.
- De tre musketerer (2005) er en lettisk dukkefilm med delvis dansk finansiering.
- Vozvrasjjenije musjketjorov, ili Sokrovisjja kardinala Mazarini (da.: Musketerernes tilbagevenden eller Kardinal Mazarins skatte, 2007)
- De tre musketerer (2011) som en kombineret fransk, tysk og engelsk produktion i 3D.